# Dunér (cratère)
Pour les articles homonymes, voir Dunér.
Dunér est un cratère lunaire situé sur la face cachée de la Lune. Les bords du cratère ont été déformés par des impacts ultérieurs notamment par plusieurs craterlets. L'ensemble du cratère est grandement raviné et érodé. Le cratère Dunér est situé juste à côté du cratère Perkin qui forme une paire de même dimension avec le cratère Debye. Dans les environs se trouvent les cratères Guillaume, D'Alembert et Langevin.
En 1979, l'Union astronomique internationale lui a attribué le nom de Dunér en l'honneur de l'astronome suédois Nils Christoffer Dunér.
Par convention, les cratères satellites sont identifiés sur les cartes lunaires en plaçant la lettre sur le côté du point central du cratère qui est le plus proche de Dunér.
| Dunér | Latitude | Longitude | Diamètre |
| ----- | -------- | --------- | -------- |
| A     | 47.7° N  | 179.7° E  | 38 km    |